# Delphinium cardinale
Delphinium cardinale är en ranunkelväxtart som beskrevs av William Jackson Hooker. Delphinium cardinale ingår i släktet storriddarsporrar, och familjen ranunkelväxter. Inga underarter finns listade i Catalogue of Life.

## Bildgalleri

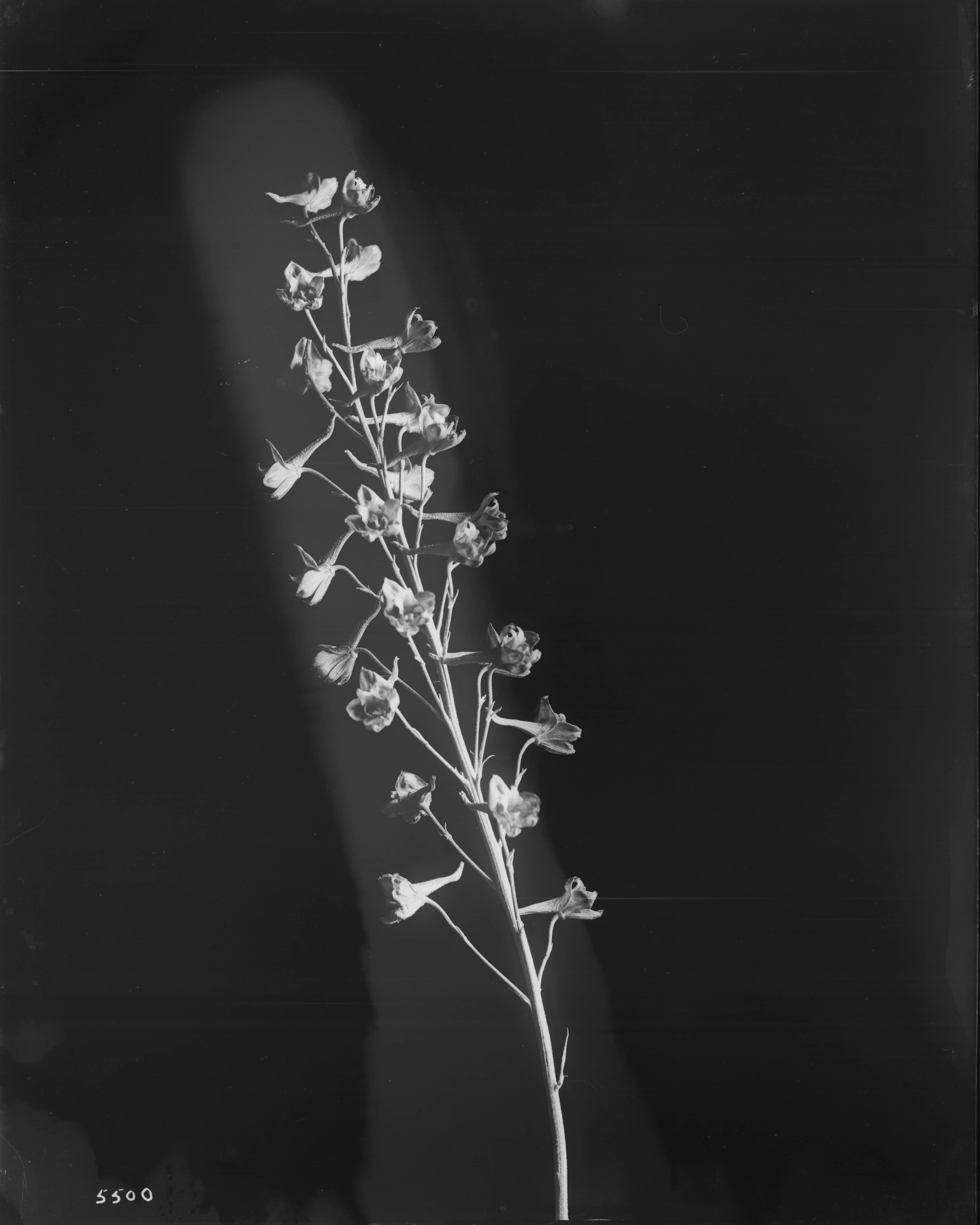
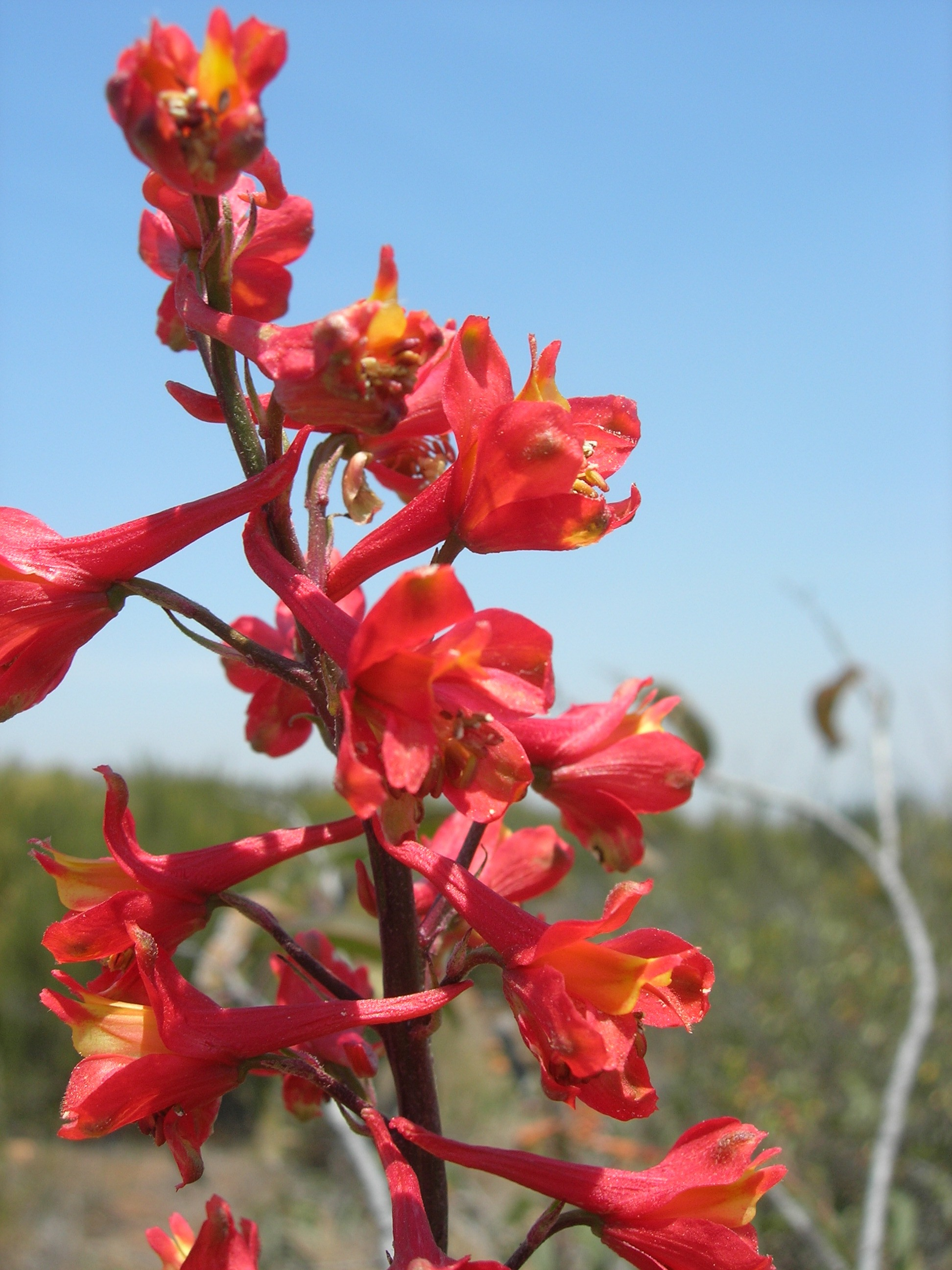
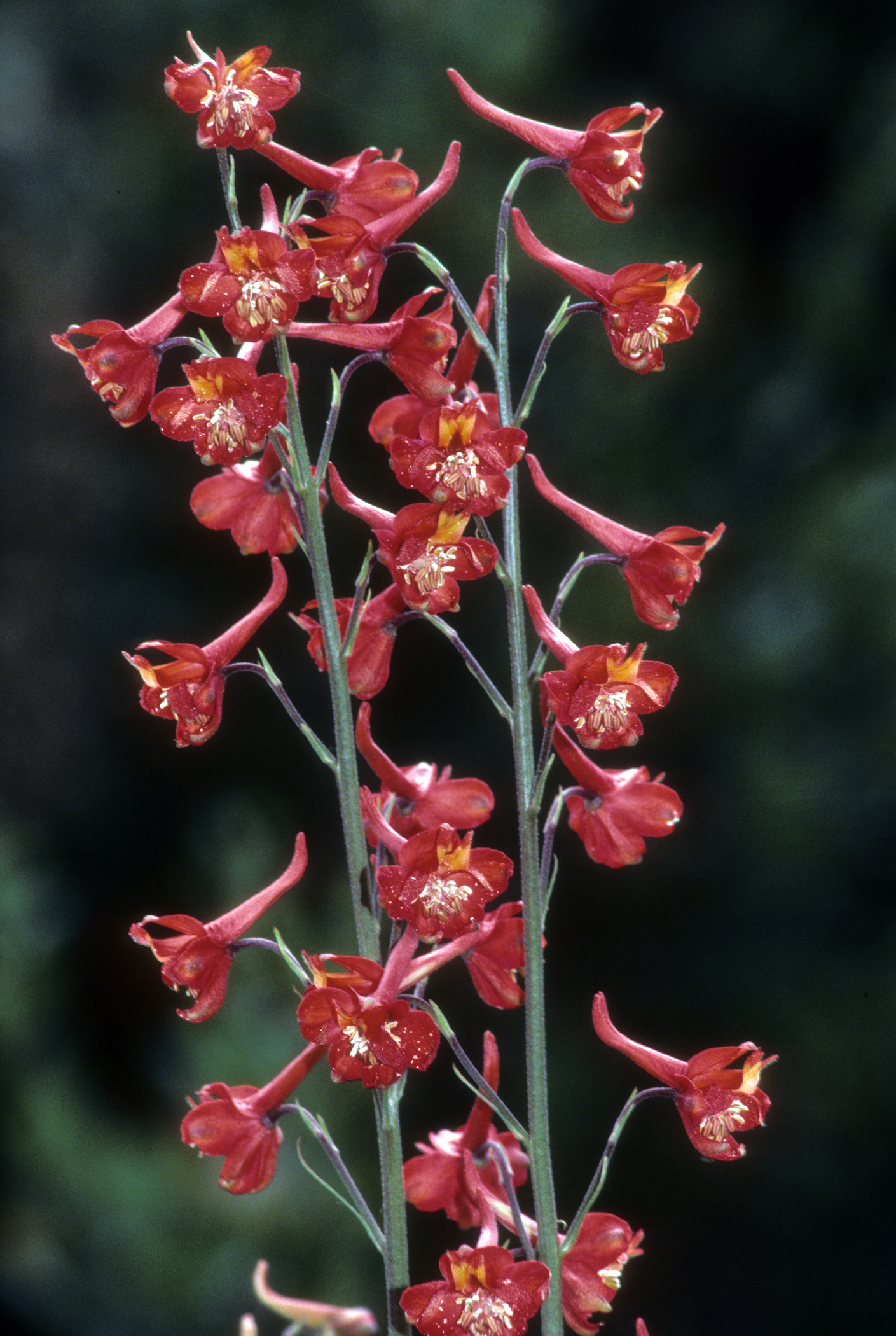